# Partido Humanista (Alemania)
El Partido Humanista de Alemania (en alemán: Humanistische Partei Deutschlands, HP) fue un partido político alemán, fundado en 1984. Formaba parte del Movimiento Humanista.

## Historia
Fue fundado en Berlín oeste el 22 de septiembre de 1984, como brazo político alemán de la organización internacional La Comunidad, establecida en 1969 por Mario Rodríguez Cobos, más conocido como Silo. Participó sin éxito en varias ocasiones en elecciones en la Alemania Occidental.
Desde 2006, el partido no desarrolló actividad alguna y en 2012 fue oficialmente eliminado de los registros del Bundeswahlleiter (organismo electoral alemán).

## Programa
El HP se presentaba en su programa como un partido liberal de izquierda basado en las ideas de Silo.  En su programa, buscaba establecer "la solidaridad y una sociedad libre de violencia". Condenaba todas las acciones violentas y la discriminación. En concreto, el HP defendía los derechos de las minorías y una prioridad para la salud y la educación, estando en contra de la privatización en estas áreas. La promoción de un modelo económico más justo era su preocupación fundamental, planteando que la relación entre el capital y el trabajo debía cambiar para permitir la distribución de beneficios a todos. El partido abogaba por la integración de los extranjeros, y tenía la intención de acercarse en especial a los jóvenes votantes.

## Organización
El partido contaba con asociaciones regionales en Baviera, Berlín y Renania del Norte-Westfalia.

## Resultados electorales
| Elecciones federales de Alemania de 1998                    | 0,0 | 0 |
| Elecciones federales de Alemania de 2002                    | 0,0 | 0 |
| Elecciones al Parlamento Europeo de 1999                    | 0,0 | 0 |
| Elecciones de Baviera de 1986                               | 0,0 | 0 |
| Elecciones de Baviera de 1998                               | 0,0 | 0 |
| Elecciones estatales de Berlín de 1999                      | 0,0 | 0 |
| Elecciones estatales de Berlín de 2001                      | 0,0 | 0 |
| Elecciones estatales de Renania del Norte-Westfalia de 1995 | 0,0 | 0 |
| Elecciones estatales de Renania del Norte-Westfalia de 2000 | 0,0 | 0 |